# 森田みいこ
森田 みいこ（もりた みいこ、1987年2月12日 - ）は、日本の元グラビアアイドル、元お天気キャスター。旧芸名は森田 美位子（読み同じ）。
兵庫県出身。ビスケットエンターティメントに所属していた。

## 略歴
- 2009年に22歳で芸能界デビュー。
- 2010年4月からTBS『ひるおび!』のお天気コーナーでお天気キャスターを務める[2]。気象予報士の資格はなかったため、2011年1月に気象予報士の試験を受けるも不合格。諦めずに再度勉強しなおして資格取得を目指すことを自身のブログでつづっている。2012年3月末『ひるおび!』を卒業。
- 『ひるおび!』卒業後、テレビ西日本のバラエティ番組『コレカラ』や、TVQ九州放送の情報バラエティ番組『キレ★カワ女子部』など、バラエティを中心に出演。一時期は福岡のテレビ・ラジオ局での活躍が目立つようになっていた。このほか、スカパー!・ベターライフチャンネルの地震予測情報番組『ハザードラボ』および同番組の関連サイトに「地震予測キャスター」として出演。
- 2012年に「ミス大喜利」コンテストでチャンピオンとなる。
- 2012年、テレビドラマ『非公認戦隊アキバレンジャー』で女優としてデビュー[3]。
- 2014年4月16日、芸名を「森田みいこ」に変更。
- 2016年11月限りで芸能界を引退。

## 人物
趣味は裁判傍聴、落語、読書。
裁判傍聴は、森鷗外の小説『高瀬舟』を読んで安楽死について興味を持ったことがきっかけで、仕事を始める前は年200件以上を見ていた。特に民事裁判よりも刑事裁判に興味があり、犯罪を起こした理由や状況を知ることで様々な人間模様が見えてくるのが興味深いと語っている。『非公認戦隊アキバレンジャー』で脚本を担当した香村純子は、オーディションで上品でおっとりとした口調の「本物のお嬢様」が裁判や殺人事件などについて語るアンバランスさが印象的であったと述べている。
自身の性格については、ネガティブ思考で、興味のないことには無関心すぎると評している。また、潔癖症であり、かつてバラエティ番組のアシスタントをしていた時に芸人の汗や鼻水、唾液から抽出した塩を入れた鍋を食べさせられ失声症になったことがある。

## 出演

### テレビ
- ひるおび! お天気コーナー（2010年4月14日 - 2012年3月29日、水・木曜 11:19前後・13:42前後の2回担当、TBS）
- 熱血!平成教育学院 天気予報士スペシャル（2010年11月28日、フジテレビ）
- クイズプレゼンバラエティー Qさま!!（2011年2月14日・5月2日、テレビ朝日）
- コレカラ（2012年5月4日 - 2014年3月28日、テレビ西日本） - アシスタント
- 地震予測情報番組・ハザードラボ（2012年10月23日 - 2015年4月28日、スカパー!・ベターライフチャンネル）
- 減災ドキュメント 命を守れ!巨大地震への挑戦（2012年12月16日、BS朝日）
- キレ★カワ女子部（2012年10月6日 - 2016年、TVQ）
- 雨上がり決死隊のトーク番組アメトーーク!（2014年9月25日・11月27日、テレビ朝日）
- 有吉反省会（2014年11月2日、日本テレビ）
- 超踊る!さんま御殿!!2871人の名場面大放出 4時間30分大忘年会SP（2014年12月30日、日本テレビ）
- ロンドンハーツ（2015年3月17日、テレビ朝日）
- ナカイの窓（2015年3月19日、日本テレビ）
- イチ押し!アプリ屋（2015年3月21日、中京テレビ）
- シューイチ お天気コーナー（2015年4月5日 - 2016年3月27日、日本テレビ）

### テレビドラマ
- 非公認戦隊アキバレンジャー（2012年4月6日 - 6月29日、BS朝日） - 本位田さやか 役

### ラジオ
- ハイタッチ!（2012年11月2日 - 2016年9月23日、RKBラジオ）

2012年11月2日 - 12月14日までは、レギュラーパーソナリティだった佐藤夏希（2012年11月30日をもって降板）のお留守番パーソナリティ。
同年12月19日からはレギュラーパーソナリティ。
- 森田美位子のオールナイトニッポンモバイル（ニッポン放送）

2011年1月26日、2月2日に初回配信。

### CM
- ネスレ日本 ネスレアミューズ「頑張っているあなた OL」篇（2011年11月）

### Web
- アメスタ「ワタ＠アメ」（2013年、AmebaStudio） - アシスタントMC
- アメスタ「森田美位子 プレミアム放送」（2013年、AmebaStudio）

### PV
- フレンチ・キス「ロマンス・プライバシー」（2012年7月18日）

## 作品

### DVD
- みいこ便り〜如月ひとり旅〜（2011年2月12日、リバプール）
- みいこ便り〜文月・習い事の旅〜（2011年7月29日、リバプール）